# Porfirogenet
Porfirogenet (grško Πορφυρογέννητος [Porfyrogénnitos], rojen v škrlatu, latinizirano v Porphyrogenitus) je bil bizantinski častni  naslov sinov in hčera  (Πορφυρογέννητη [Porphyrogénnētē], porfirogeneta), rojenih v času, ko je njihov oče že bil  bizantinski cesar. Nosilci naslova so morali poleg rojstva izpolnjevati tudi nekaj drugih pogojev.

## Ozadje
Koncept porfirogeneta je znan od 6. stoletja v zvezi z vedno močnejšimi težnjami po dednosti cesarskega položaja.  Prva dokumentirana raba naslova je iz leta 846. Naslov se je docela udomačil  v 10. stoletju, zlasti v zvezi s cesarjem Konstantinom VII. Porfirogenetom. Njegova raba se je nadaljevalo tudi v obdobju Paleologov.

## Porphýra/Škrlatna soba
Cesar Konstantin VII., ki je bil tudi sam porfirogenet, je opisal slovesnosti ob rojstvu porfirogeneta v svojem delu De Ceremoniis aulae byzantinae.
Najpomembnejši  pogoj za pridobitev naslova je bilo rojstvo v Porphýri – Škratni sobi, paviljonu v kompleksu Velike palače v Konstantinoplu. Noben otrok, ki ni bil rojen prav tu, naslova ni mogel dobiti.  Ana Komnena, tudi porfirogeneta,  je Porfirno sobo opisala kot sobo na eni od številnih teras palače s pogledom na Marmarsko morje in Bosporsko ožino, »kjer stojijo kamniti voli in levi«, se pravi v Bukoleonski palači.  Imela je obliko kocke  in piramidast strop. Stene, tla in strop so bili obloženi s cesarskim porfirjem, ki je bil »škrlatne barve z belimi lisami, kot bi bil posut s peskom«.

## BasileusinAugusta
Drug pomemben pogoj za pridobitev  naslova porfirogenet je bil, da je bil oče vladajoči basileus, se pravi cesar, in da je bila mati z njim poročena. Mati je morala opraviti tudi posvečen obred, na katerem so jo proglasili za Augusto.

## Diplomacija
V bizantinski diplomaciji so s porokami porfirogenetih nevest s tujimi vladarji in obratno včasih potrjevali mednarodne dogovore. Škof in diplomat Liutprand Kremonski, na primer, je leta 968 obiskal Konstantinopel v misiji Otona I. z nalogo, da zagotovi porfirogeneto nevesto za njegovega sina, kasnejšega cesarja Otona II.. Njegova misija je spodletela. Oton II. je leta 971 namesto nje dobil Teofano Skleraino, ki nio bila porfirogeneta.